# حكم الحاس
حكم الحاس مسرحية كوميدية اجتماعية أنتجها مسرح السلام عام 1998،من تأليف الظامي وإخراج وليد الراشد.

## البطولة
جمال الردهان، محمد العجيمي، انتصار الشراح، زهرة عرفات سعود شويعي.
بالاشتراك مع : -
علي السميري، بدر الطيار، نادية كرم

## القصة
تحدث عن عائلة مكونة من أب وأم وثلاث أبناء ولدان وبنت عائلة من حسب ونسب فيريد إبنهم الأكبر أن يتزوج من بنت ليس لديها حسب ونسب فلاتوافق أمهم فماذا يريد أن يفعل الابن ؟.

## مضمون المسرحية
تتكلم المسرحية عن التفرقة بين أهل الحسب والنسب وسيطرة الأم على بيتها وزوجها وأبناءها .
| سبقه الخيران رايح جاي | أعمال مسرح السلام 1998 و1999 | تبعه قصر الرعب |